# جيمس باكستر (مدرب رياضي)
جيمس باكستر (بالإنجليزية: James Baxter)‏ هو مدرب رياضي أمريكي، ولد في 1892 في توليدو في الولايات المتحدة، وتوفي بنفس المكان في 26 يوليو 1961.